# Klockgjutningsgrop

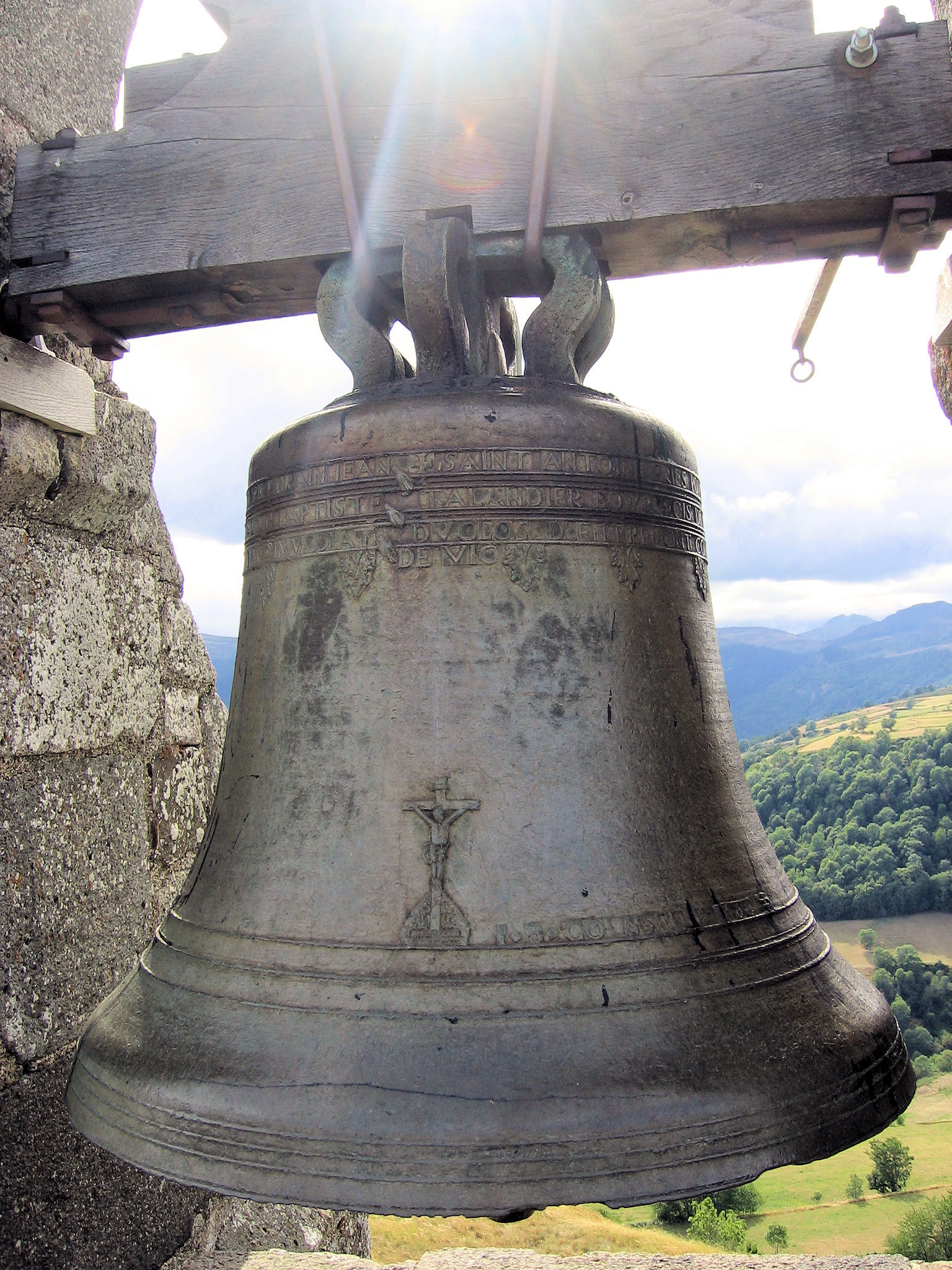
En klocka i Chapelle Saint-Antoine i Cantal i Frankrike

Klockgjutningsgrop, även klockgrop, är en gjutform för kyrkklockor.
Man grävde en grop i marken och i mitten av gropen byggde man upp en kon av lera och sand, formad som klockans tänkta insida. Därefter eldade man i gropen så att leran brändes och konen hårdnade. När konen svalnat strök man på en blandning av vax och talg. Detta lager utformades så som klockan var tänkt att gjutas, form- och tjockleksmässigt. Om klockan skulle ha någon form av graverad text eller illustration ristades denna in i vax- och talglagret. Därefter lade man på ett nytt lager lera och sand, varpå man eldade i gropen på nytt, denna gång under klockan. Vaxet smälte och rann ut och formen var klar. Efter att klockmetallen, vanligen brons, smälts hälldes den i formen. Gropen fylldes med sand och klockan fick svalna. Därefter slog man sönder formen och efterarbetade klockan tills den var klar.
Svenska klockgjutningsgropar har bland annat påträffats vid kyrkorna i Bunkeflo, Grangärde, Hishult, Skuttunge och Spånga.